# 觀光節
觀光節是中華民國（台灣）一個紀念性的節日。為發展國內觀光產業，內政部於1977年10月28日核定每年農曆正月十五之元宵節訂為觀光節，並自1978年起實施。又交通部觀光局及民間各觀光社團，以觀光節當日為中心，其前後三天共計七天即一週為「觀光週」。